# Зародищи
Зародищи, Зародище — деревня в Себежском районе Псковской области России. Входит в состав сельского поселения «Себежское». Численность населения деревни по оценке на начало 2001 года составляла 135 жителей.

## География
Находится на юго-западе региона,  в центральной части района, в лесной местности вблизи автодороги 58К-284, в 20 км к северо-востоку от города Себеж и в 10 км к северу от бывшего волостного центра д. Дубровка..
Уличная сеть не развита.

## Климат
Климат, как и во всем  районе, умеренно континентальный. Характеризуется мягкой зимой, относительно прохладным летом, сравнительно высокой влажностью воздуха и значительным количеством осадков в течение всего года. Средняя температура воздуха в июле +17 C, в январе -8 C. Средняя продолжительность безморозного периода составляет 130–145 дней в году. Годовое количество осадков – 600–700 мм. Большая их часть выпадает в апреле – октябре. Устойчивый снежный покров держится 100–115 дней; его мощность обычно не превышает 20–30 см.  

## История
В  1802—1924 годах земли поселения входили в Себежский уезд Витебской губернии.
В 1941—1944 гг. местность находилась под фашистской оккупацией войсками Гитлеровской Германии.
Деревня Зародищи  в советские и постсоветские годы входила в Дубровский сельсовет, который Постановлением Псковского областного Собрания депутатов от 26 января 1995 года переименован в Дубровскую волость.
В 1995-2010 годах деревня Зародищи входила в  Дубровскую волость вплоть до её упразднения согласно Закону Псковской области  от 03.06.2010 № 984-ОЗ.  
В 2010 году произошло  объединение пяти волостей (Глембочинской, Долосчанской, Дубровской, Лавровской и Томсинской) и деревня Зародищи вошла в образованное муниципальное образование «Себежское сельское поселение» .
С 1 января 2011 года официально входит в сельское поселение  Себежское.

## Население
| 2001 | 2002 | 2010 |
| ---- | ---- | ---- |
| 135  | ↘99  | ↘39  |

### Национальный и гендерный состав
Согласно результатам переписи 2002 года, в национальной структуре населения русские составляли  90  % от общей численности в  99 чел., из них 48  мужчин, 51  женщина.

## Инфраструктура
Развито личное подсобное хозяйство.

## Транспорт
Деревня доступна автотранспортом по автодороге 58К-284 "Опочка — поворот на Себеж — граница с Белоруссией, продолжение по территории Белоруссии (до Полоцка)". Остановка общественного транспорта «Зародищи».